# Долнослав
Долнослав (болг. Долнослав) — село в Болгарии. Находится в Пловдивской области, входит в общину Асеновград. Население составляет 285 человек.

## Политическая ситуация
В местном кметстве Долнослав, в состав которого входит Долнослав, должность кмета (старосты) исполняет Иван Николов Костов (ВМРО — Болгарское национальное движение) по результатам выборов.
Кмет (мэр) общины Асеновград — Христо Грудев Грудев (коалиция партий: Граждане за европейское развитие Болгарии (ГЕРБ), ВМРО — Болгарское национальное движение) по результатам выборов.